# آدامانتیا دورکا
آدامانتیا دورکا (انگلیسی: Adamantia Doureka؛ زادهٔ ۲۶ سپتامبر ۱۹۹۸) بازیکن واترپلو اهل یونان است.